# Вечкуси
Вечкуси́ (рос. Вечкусы, ерз. Вечкусы) — село у складі Ічалківського району Мордовії, Росія. Входить до складу Парадеєвського сільського поселення.

## Населення
Населення — 298 осіб (2010; 368 у 2002).
Національний склад (станом на 2002 рік):
- росіяни — 79 %